# Redwood Falls
Redwood Falls är administrativ huvudort i Redwood County i Minnesota. Enligt 2020 års folkräkning hade Redwood Falls 5 102 invånare.